# Dunant-Grundschule
Die Dunant-Grundschule ist eine drei- bis vierzügige Grundschule im Berliner Bezirk Steglitz-Zehlendorf. Namensgeber der Schule ist Henry Dunant, Begründer des Internationalen Roten Kreuzes. Die Schule ist eine offene Ganztagsschule, an der etwa 450 Kinder in den Jahrgangsstufen eins bis sechs unterrichtet werden. Als Fremdsprache kann ab der dritten Klasse Englisch oder Französisch gewählt werden.
Die Schule ist in einem von Hans Heinrich Müller gestalteten denkmalgeschützten Bau von 1911/12 untergebracht und verfügt über einen Anbau mit Sporthalle von 1980. Der Schulhof grenzt an den Hof der östlich gelegenen Kopernikus-Schule. Beide Schulen teilen sich einen Sportplatz.

## Schulprofil
Bereits ab dem Schuljahr 2007/2008 wurden die ersten beiden Klassen in der Schulanfangsphase jahrgangsübergreifend unterrichtet. Diese Regelung wurde erst mit dem Schuljahr 2010/2011 für alle Berliner Grundschulen verpflichtend. Zum Schuljahr 2013/14 ist die Dunant-Grundschule zum jahrgangs-entmischten Unterricht zurückgekehrt.
Im Rahmen des Programms „Berlin wird kreidefrei“ wurden in der Dunant-Grundschule zum Schuljahr 2012/2013 die ersten interaktiven Whiteboards installiert. Ziel war es, innerhalb von drei Jahren in allen Klassen- und Fachräumen die herkömmlichen Kreidetafeln zu ersetzen. Die Schule ist außerdem „Modellschule für IT-gestütztes Lernen im Unterricht“ im Rahmen des eEducation Masterplans Berlin.
Seit 2001 nimmt die Dunant-Grundschule am europäischen Comenius-Programm teil, um internationale Partnerschaften mit anderen Schulen zu stärken. 2010–2012 hatte sie die Leitung im Projekt „Footsteps for Peace“, an dem sich Schulen aus Polen, Spanien, Griechenland, Italien und England beteiligten. Das Projekt wurde 2011 mit dem 1. Platz beim Deutschen eTwinning Preis ausgezeichnet. 2013 wurde es außerdem unter 120 Einreichungen als eines der besten Schulprojekte Europas im Europäischen eTwinning-Wettbewerb 2013 in der Alterskategorie 4–11 Jahre bewertet. Als Nachfolgeprojekt beteiligte sich die Dunant-Grundschule 2012–2014 am Projekt „Curtain Up for European Talents“, gemeinsam mit Schulen aus England, Italien, Spanien und Polen.

## Besonderheiten

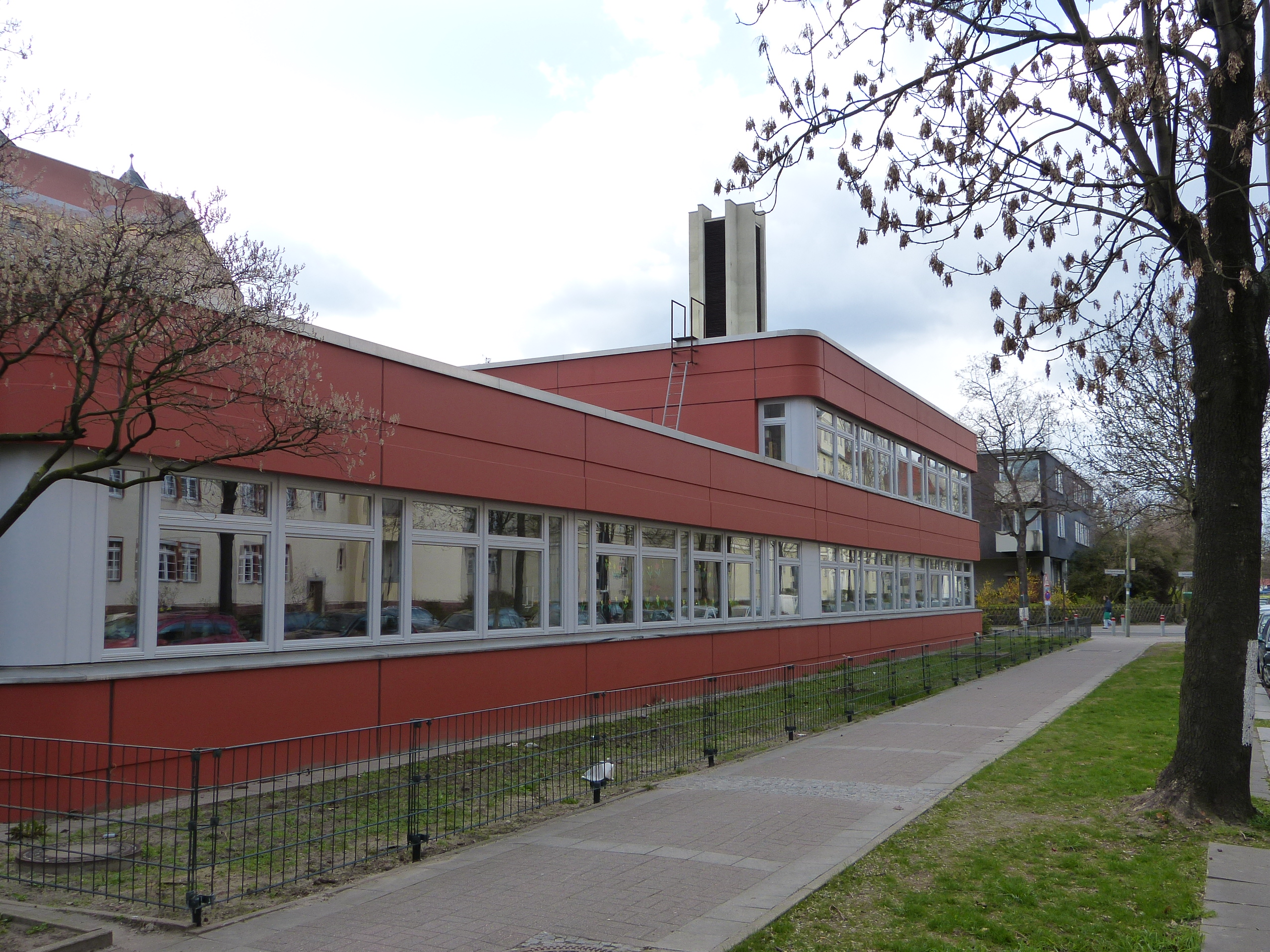
Anbau von 1980, Blick von der Treitschkestraße (2012)

In Kooperation mit der Leo-Borchard-Musikschule Steglitz-Zehlendorf wird seit 2009 das Modellprojekt CeBraGeiger angeboten. Bereits in der 1. Klasse kann ein Streichinstrument erlernt werden. Der Unterricht auf Geige, Bratsche oder Cello ist dabei als Gruppenunterricht für 22 Kinder in den normalen Vormittags-Stundenplan integriert, ähnlich einer Streicherklasse. Die Patenschaft hat das Akademische Orchester Berlin übernommen, welches die CeBraGeiger regelmäßig auch finanziell unterstützt.
Mit dem benachbarten Fußballverein SFC Stern 1900 besteht eine Kooperation für eine Fußball-AG. Weitere sportliche und musische Arbeitsgemeinschaften runden das Betreuungsangebot ab und ergänzen die Hortbetreuung.

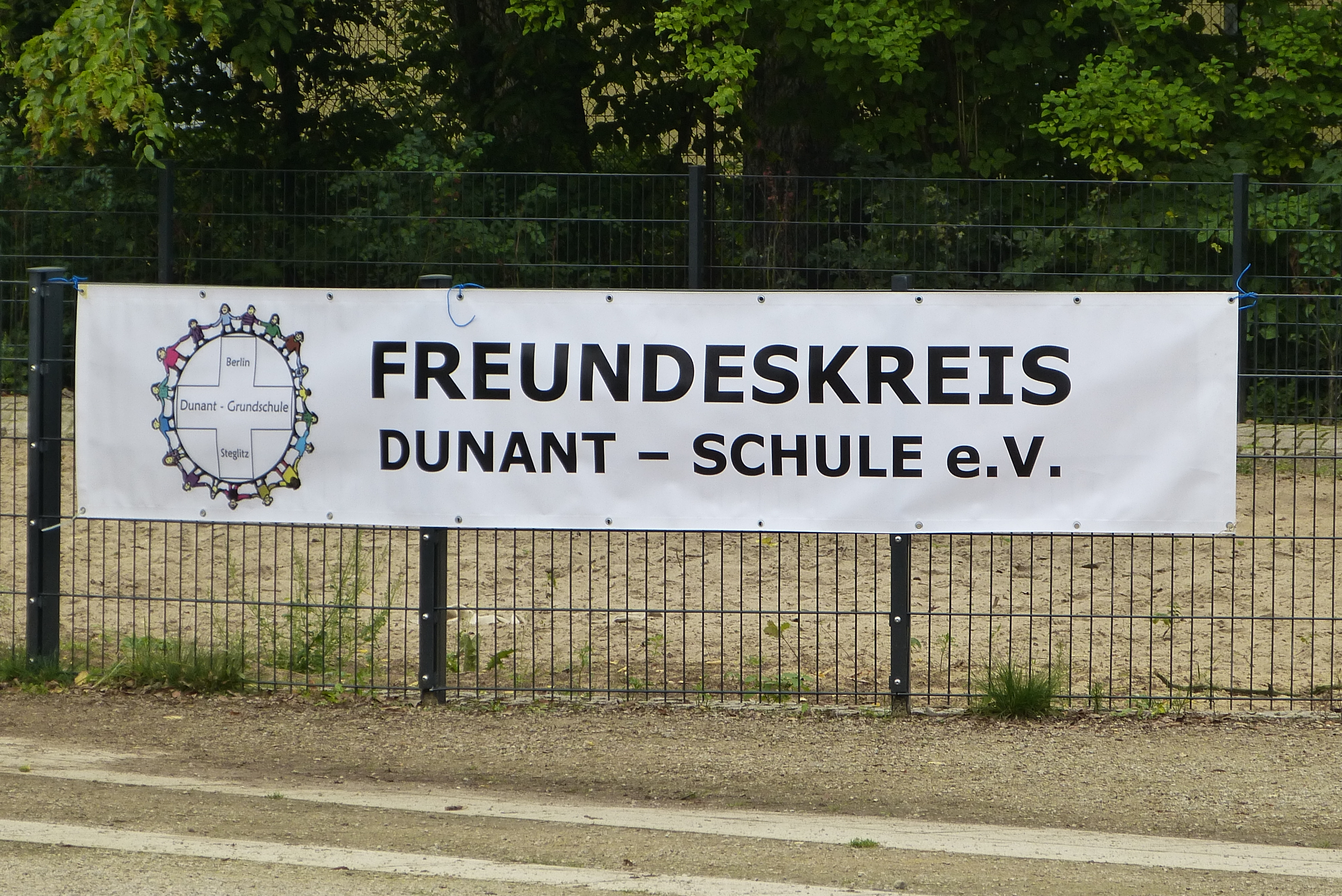
Banner mit dem Logo des Fördervereins (2013)

Seit 2001 besteht an der Schule eine Schulstation, die als Kooperation mit der freien Jugendhilfe tandem BQG von zwei Sozialpädagogen betreut wird. Hier werden Fünftklässler zu sog. „Konfliktlotsen“ ausgebildet, die bei Streit und Konflikten zwischen anderen Schülerinnen und Schülern schlichten und vermitteln. Bereits seit 1992 unterstützt der Förderverein Freundeskreis Dunant-Grundschule e.V. die Schule in ihrer Arbeit, finanziert besondere Aktivitäten und bezuschusst Projekte.
Seit 2006 wird die Schule regelmäßig von einer ehemaligen Schülerin, welche vor den Nazis 1934 nach Palästina fliehen musste, besucht. Ruth Lemberger (* 1923) erhielt 2015 für ihre Eltern und sich Stolpersteine.
Seit dem Schuljahr 2014/15 ist die Schule Projektschule des Projektes Diagonal – Verbindet Schulen und Vereine für die Förderung des Hockeysports. Vereinspate ist der Steglitzer TK.

## Prominente ehemalige Schüler
- Andreas Neuendorf, Fußballspieler[14]